# آنا من الدنمارك، ناخبة ساكسونيا
آن الدنماركية (22 نوفمبر 1532 - 1 أكتوبر 1585)؛ كانت أميرة دنماركية من أسرة أولدنبورغ، ومن خلال زواجها من أوغسطس أصبحت ناخبة ساكسونيا، اشتهرت بمعرفتها للنباتات وأيضا إعداد تداوي بالأعشاب، وأيضا ساهمت في تطوير الزراعة والبستنة بساكسونيا، وأيضا لها تأثير كبير في إدخال اللوثرية الأرثوذكسية، وأيضا لعبت دوراً هاماً في قرار اضطهاد الكالفينيون.
هي الابنة الكبرى والطفل الأول لـ كريستيان الثالث ملك الدنمارك ودوروثيا من ساكس-لاونبورغ، بحيث أنها شقيقة الكبرى لـ فريدريك الثاني ملك الدنمارك لاحقاً؛ وأيضا هي عمة آن زوجة جيمس الأول والسادس، ملك إنجلترا واسكتلندا.

## الزواج والأبناء
- في تورجاو في 7 أكتوبر 1548 تزوجت أوغسطس؛ وأنجبت له خمسة عشر أبناً:-

1. يوهان فريدرش (5 مايو 1550 - 12 نوفمبر 1550).
2. إليونور (2 مايو 1551 - 24 أبريل 1553).
3. إليزابيث (18 أكتوبر 1552 - 2 أبريل 1590)؛ تزوجت من يوهان كازيمير، كونت بالاتينات-سيمرن، فصلت عنه في 1589.
4. ألكساندرا (21 فبراير 1554 - 8 أكتوبر 1556)؛ الأمير الوراثي.
5. ماغنوس (24 سبتمبر 1555 - 6 نوفمبر 1558).
6. يواخيم (3 مايو 1557 - 21 نوفمبر 1557).
7. هكتور (7 أكتوبر 1558 - 4 أبريل 1560).
8. كريستيان الأول (29 أكتوبر 1560 - 25 سبتمبر 1591)؛ خلف والده.
9. ماري (8 مارس 1562 - 6 يناير 1566).
10. دوروثيا (4 أكتوبر 1563 - 13 فبراير 1587)؛ تزوجت من هاينريش يوليس، دوق براونشفايغ-فولفنبوتل.
11. أمالي (28 يناير 1565 - 2 يوليو 1565).
12. آنا (16 نوفمبر 1567 - 27 يناير 1613)؛ تزوجت من يوهان كازيمير، دوق ساكس كوبورغ الأبن البكر لـ غريمه يوهان فريدرش الثاني.
13. أغسطس (23 أكتوبر 1569 - 12 فبراير 1570).
14. أدولف (8 أغسطس 1570 - 12 مارس 1573).
15. فريدرش (18 يونيو 1575 - 24 يناير 1577).